# IL2CPU
IL2CPU (IL To CPU) è un compilatore AOT scritto usando un linguaggio conforme al Common Intermediate Language (C#). Traduce il  Common Intermediate Language in linguaggio macchina. IL2CPU è il componente primario del progetto Cosmos (sistema operativo), ed è sviluppato dallo stesso team.